# Prozess der Sechzehn
Der Prozess der Sechzehn (polnisch: Proces szesnastu) war ein stalinistischer Schauprozess vom 18. Juni bis zum 21. Juni 1945 in Moskau gegen 16 vom sowjetischen NKWD entführte Delegierte der Polnischen Exilregierung.

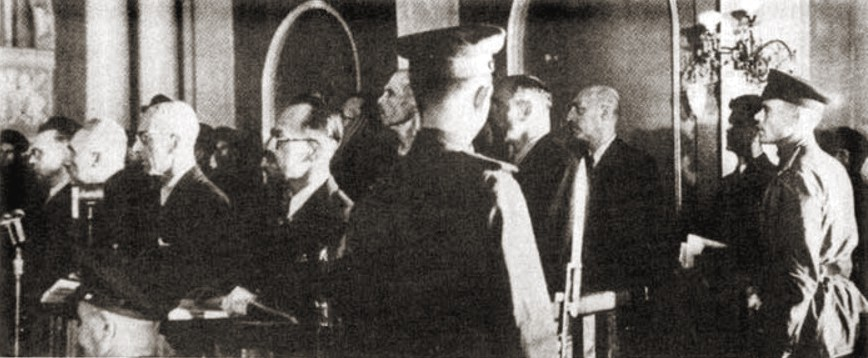
Prozess der Sechzehn, Moskau, Juni 1945

## Hintergründe
Auf der Konferenz von Jalta im Februar 1945 wurde beschlossen, die stalintreue Provisorische Polnische Regierung durch eine „Regierung der Nationalen Einheit“ zu ersetzen, die auf eine „Abhaltung freier Wahlen auf der Grundlage des allgemeinen Wahlrechts und geheimer Abstimmung“ verpflichtet werden sollte.
Diese Regierung sollte auf eine breitere Grundlage gestellt werden, vor allem demokratische Führungskräfte aus dem Kreis der Polnischen Exilregierung aufnehmen.
In der Exilregierung waren vier Parteien vertreten:
- die Polnische Sozialistische Partei, Sozialdemokraten (PPS)
- die Polnische Volkspartei, Bauernpartei (SL, PSL)
- die Nationale Partei, Nationaldemokraten (SN)
- die Partei der Arbeit, Christdemokraten (SP)

Stalin hatte kein Interesse daran, Vertreter der Exilregierung, die ein selbständiges Polen wollten und in der Bevölkerung großen Zuspruch genossen, in die polnische Regierung aufzunehmen.
Sein Plan war es, Polen zu einem gehorsamen Vasallenstaat der Sowjetunion zu machen.
Um diesen Plan zu verwirklichen, begann Stalin zusammen mit dem Politbüro der Kommunistischen Partei bereits vor Kriegsbeginn gezielt die polnische Elite zu vernichten.
Charakteristisch für diese Vernichtungsaktionen ist Stalins Bemühen, ihnen entweder einen rechtlichen Anstrich durch Schauprozesse zu geben oder sie den deutschen Faschisten in die Schuhe zu schieben.
- Bereits 1937 bis 1938 ließ er in der Polnischen Operation des NKWD in der Sowjetunion 143.810 Sowjetbürger polnischer Abstammung, mit polnisch klingenden Namen, mit Kontakten nach Polen oder mit Wohnort in Grenznähe verhaften. Davon wurden 139.885 in Schauprozessen verurteilt und 111.091 erschossen.
- Im Zuge der Sowjetischen Besetzung Ostpolens 1939 wurden 330.000 Personen nach Sibirien und Zentralasien deportiert. Etwa die Hälfte davon starb aufgrund schlechter Lebensbedingungen auf dem Transport und in den Lagern.
- Im Massaker von Katyn wurden 1940 im Wald von Katyn und an anderen Orten 22.000 bis 25.000 Berufs- oder Reserveoffiziere, Polizisten und Intellektuelle, die zu den Vorkriegseliten der unabhängigen Zweiten Polnischen Republik gehörten, erschossen. Diesen Massenmord versuchte Stalin als von den Deutschen begangen darzustellen.
- 1945 kämpfte die Rote Armee gemeinsam mit der polnischen Heimatarmee in Polen gegen die deutsche Wehrmacht. Sobald diese vereinigten Streitkräfte jedoch eine polnische Stadt oder Region befreit hatten, wurden die beteiligten Soldaten der polnischen Heimatarmee von der russischen Roten Armee entwaffnet und teilweise erschossen, teilweise deportiert.[1]

## Vorgeschichte des Prozesses
Der Prozess der 16 reiht sich in dieses Geschehen ein.
Bereits im Jahr 1944 begann Stalin die Übernahme Polens als Vasallenstaat vorzubereiten.
Dazu bediente er sich eines von ihm eingesetzten kommunistischen polnischen Komitees, das später in die Regierung dieses polnischen Vasallenstaates überging.
Stalins Anstrengungen konzentrierten sich darauf, jeglichen Einfluss der polnischen Untergrundregierung und der Heimatarmee auszuschalten.
Sehr günstig für dieses Vorhaben Stalins war der Warschauer Aufstand (1. August bis 2. Oktober 1944).
Hier wurden die führenden Kräfte des Untergrundes und die Heimatarmee von den Deutschen ermordet, während die Rote Armee untätig an der Weichsel dieser Schlacht zusah.
Insbesondere verhinderte Stalin aktiv die ohnehin nur widerwillig gewährte englische und amerikanische Unterstützung für die Aufständischen.
Am 26. Juli 1944 kam es zu einer Vereinbarung zwischen dem Vorsitzenden des Komitees, Edward Osóbka-Morawski, und dem sowjetischen Volkskommissar für auswärtige Angelegenheiten, Wjatscheslaw Michailowitsch Molotow.
Es wurde festgelegt, dass alle Aktionen der polnischen Bevölkerung, die als feindlich gegenüber der Roten Armee eingestuft werden, von den sowjetischen Behörden nach sowjetischem Recht geprüft werden.
Damit schuf Stalin die Grundlage für das Vorgehen gegen den polnischen Untergrund und die späteren Schauprozesse.
Diese Maßnahmen wurden vom russischen Geheimdienst NKWD durchgesetzt.
Aufgrund der Vereinbarung vom 26. Juli 1944 wurde am 24. August ein Dekret zur Auflösung aller Untergrundorganisationen in den befreiten Gebieten Polens erlassen.
Damit galten die Heimatarmee und die Untergrundorganisation als illegal.
Am 31. August wurde ein weiteres Dekret erlassen, das die Untergrundorganisation als NS-Verbrecher und Verräter der polnischen Nation bezeichnete.
Damit wurden diejenigen Polen, die an der Seite der russischen Armee gegen die deutschen Faschisten kämpften, nun als Verbündete dieser deutschen Faschisten bezeichnet.
Der Sieg der Deutschen über den Warschauer Aufstand und die sich daran anschließende Ermordung der Heimatarmee und der Warschauer Bevölkerung und die völlige Zerstörung Warschaus durch die Deutschen verbunden mit den Maßnahmen Stalins führten zum Zusammenbruch der Heimatarmee und des Untergrundes.
Dies führte dazu, dass die von Stalin gesteuerten polnischen Kommunisten die Macht über die polnische Gesellschaft übernahmen und eine Regierung für Polen einsetzten.
Die Sowjets behielten zwar die ursprüngliche polnische Parteistruktur bei, unterwanderten aber alle Parteien mit Kommunisten.
Von Anfang an hatte Stalin den polnischen Untergrund und die Heimatarmee durch seinen Geheimdienst NKWD völlig unterwandert und infiltriert.
Dadurch konnte er Anfang 1945 sofort nach dem Sieg der Roten Armee Massenverhaftungen vornehmen lassen und die noch tätigen Mitglieder von Untergrund und Heimatarmee entwaffnen und ausschalten.
Der NKWD kannte nicht nur in Polen, sondern auch in London alle Mitglieder des Untergrundes mit Namen, Dienstrang, Wohnort und Decknamen.

## Festlegungen in Jalta
Nach Ende des Krieges wurde von den Siegermächten über den zukünftigen Status von Polen verhandelt.
Die polnische Untergrundregierung in London versuchte bei diesen Verhandlungen eine Regierungsbeteiligung an der zukünftigen polnischen Regierung durchzusetzen.
Ein großes Problem dabei war, dass dafür eine Liste von Regierungsmitgliedern und Verhandlungsteilnehmern erstellt werden sollte.
Eine solche Liste hätte aber den sowjetischen Behörden als Liste für Verhaftungen dienen können.
Es bestand von Anfang an der Verdacht, dass das Ziel der Sowjets darin bestand, sich der führenden Köpfe des Untergrundes zu bemächtigen und diese zu beseitigen.
Weder die Engländer noch die Amerikaner waren bereit, diesen Personen irgendeinen Schutz zu garantieren.

## Verhandlungen mit den Sowjets
Mit Wissen und Einverständnis von Wincenty Witos, der in Piotrków Trybunalski lebte, fand im März 1945 in Warschau eine Sitzung der Polnischen Volkspartei statt.
Auf dieser Sitzung wurde eine Delegation zur Verhandlung mit den Sowjets bestimmt.
Sie bestand aus Kazimierz Bagiński, Adam Bień und Stanisław Mierzwa.
Sie begannen zusammen mit Vertretern der anderen Parteien die Verhandlungen mit den Sowjets.
Die Sowjets zeigten sich sehr freundlich und entgegenkommend, so dass sich bei der polnischen Delegation Optimismus verbreitete.
Allerdings bestanden die Sowjets sehr hartnäckig darauf, dass sie nicht nur mit Vertretern des Untergrundes, sondern mit den führenden Persönlichkeiten Jan Stanisław Jankowski und Leopold Okulicki verhandeln wollten.
Schließlich ließen diese sich dazu überreden, obwohl sie eine Falle der Russen vermuteten.

## Entführung der Delegierten

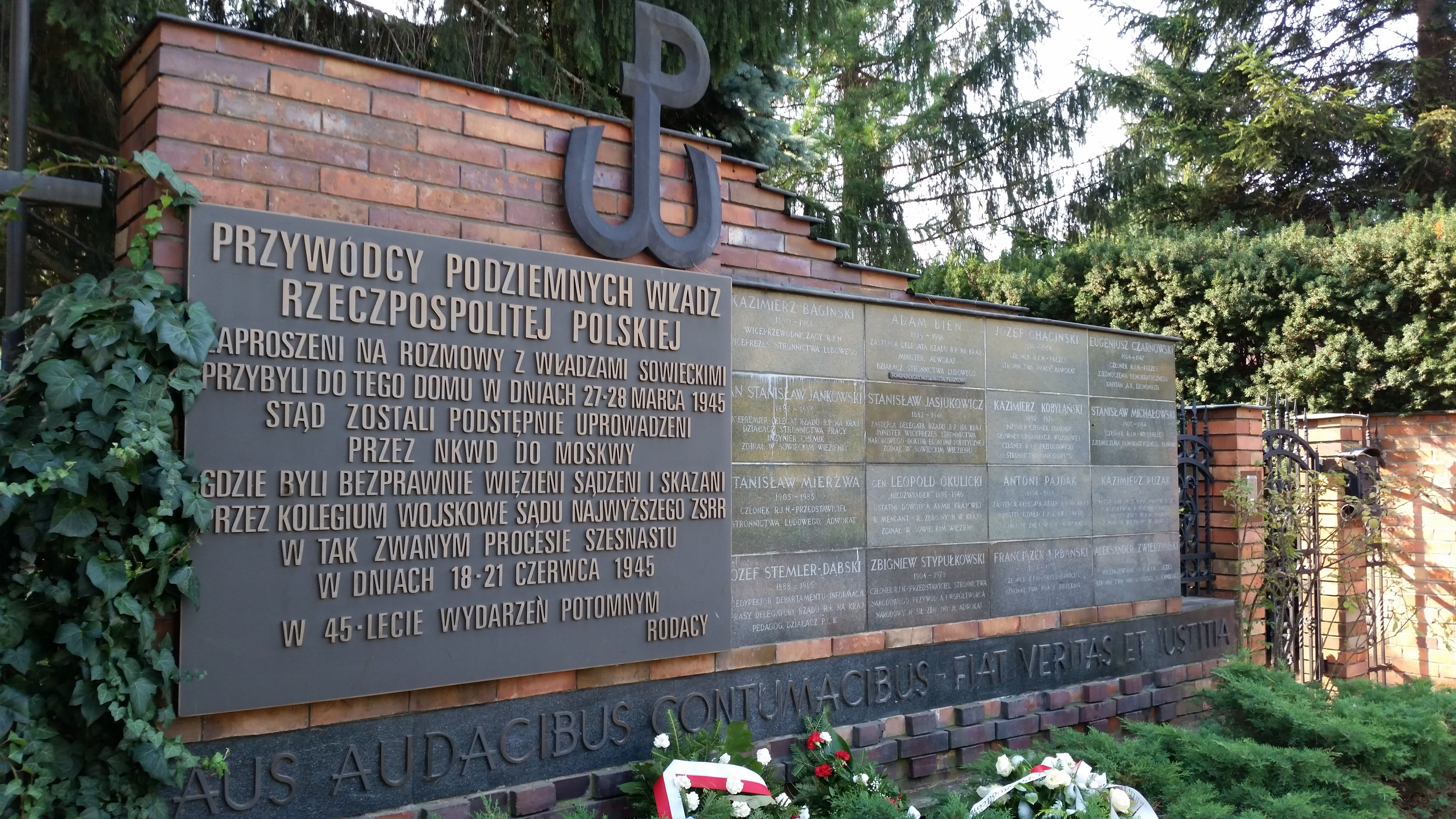
Gedenktafel für die Angeklagten des Prozesses der Sechzehn an der Villa in Pruszków, wo ihre Entführung durch die Sowjets stattfand

Am 27. März 1945 trafen Kazimierz Pużak, Jankowski und Okulicki sich mit Pimienov zu Gesprächen.
Diese Gespräche fanden in einer Villa in Pruszków südwestlich von Warschau statt.
Am 28. März 1945 wurden sie unter der Vorspiegelung nach London geflogen zu werden, in ein Flugzeug gelockt.
Dieses Flugzeug brachte sie nach Moskau ins NKWD-Gefängnis Lubjanka.
Eine weitere Delegation der einzelnen Parteien, bestehend aus Kazimierz Bagiński, Adam Bień, Józef Chaciński, Eugeniusz Czarnowski, Stanisław Jasiukowicz, Kazimierz Kobylański, Stanisław Mierzwa, Stanisław Michałowski, Antoni Pajdak, Zbigniew Stypułkowski und Franciszek Urbański, wurde am 28. März 1945 mit Autos entführt und bis zum 29. März in Włochy festgehalten.
Danach brachten die Sowjets sie mit dem Flugzeug nach Iwanowo-Wosnjeßjensk und von dort mit der Eisenbahn nach Moskau ins NKWD-Gefängnis Lubjanka, wo sie am 30. März 1945 ankamen.

## Prozess und Verurteilungen
Vom 18. Juni bis zum 21. Juni 1945 fand der Prozess statt.
Anklagepunkte waren
- Organisation von konspirativen bewaffneten Einheiten der Heimatarmee hinter dem Rücken der Roten Armee;
- Gründung einer militärpolitischen Untergrundorganisation Unabhängigkeit (Niepodległość, NIE);
- terroristische, subversive und Spionageaktivitäten der konspirativen bewaffneten Einheiten der Heimatarmee und NIE;
- die Arbeit illegaler Heimatarmee-Radiosender und der polnischen Untergrundregierung hinter dem Rücken der Roten Armee;
- der Plan, einen Krieg gemeinsam mit Deutschland gegen die UdSSR vorzubereiten.

Alle drei Führungskräfte, Okulicki, Jankowski und Pużak, starben in den folgenden Jahren im Gefängnis. Der Protest der Westmächte, vorgebracht durch den britischen Außenminister Anthony Eden und den amerikanischen Außenminister Edward Stettinius junior, gegen die Behandlung der Betreffenden wurde seitens der sowjetischen Regierung vollständig ignoriert.
Parallel dazu fanden Verhandlungen über die polnische Regierung statt mit dem Ergebnis, dass ihr von 21 Regierungsmitgliedern nur drei Vertreter der Untergrundregierung angehörten.
Der Rest waren moskautreue Stalinisten.

## Die 16 Delegierten
| Bild                   | Name                    | Funktion | Organisation                                        | Strafmaß   | weiteres Schicksal |
| ---------------------- | ----------------------- | --- | --------------------------------------------------- | ---------- | --- |
| Leopold Okulicki       | Leopold Okulicki        | Befehlshaber der Heimatarmee, Befehlshaber der Streitkräfte des Landes, Oberbefehlshaber der Organisation „NIE“ | AK                                                  | 10 Jahre   | starb am 24. Dezember 1946 im Gefängnis Butyrka in Moskau; möglicherweise auf Betreiben sowjetischer Stellen getötet |
| Jan S. Jankowski       | Jan Stanisław Jankowski | Stellvertretender Ministerpräsident, Regierungsbeauftragter für Polen, Aktivist der Partei der Arbeit, Chemieingenieur | SP                                                  | 8 Jahre    | starb am 13. März 1953, zwei Wochen vor dem Ablauf seiner Strafe, im Gefängnis in Wladimir, RSFSR; möglicherweise auf Betreiben sowjetischer Stellen getötet |
| Adam Bień              | Adam Bień               | Erster Abgeordneter der Regierungsdelegierten der Republik Polen im Land, Aktivist der Volkspartei, Mitglied des Nationalen Ministerrates, Rechtsanwalt | SL                                                  | 5 Jahre    | dank der Bemühungen seiner Frau Sofia im August 1949 aus einem Moskauer Gefängnis entlassen; er starb am 4. März 1998 nach fast dreiwöchiger Krankheit in der Regierungsklinik in Warschau                                                                                  |
| Stanisław Jasiukowicz  | Stanisław Jasiukowicz   | Stellvertretender Regierungsdelegierter für Polen, Minister für Landesangelegenheiten, Vizepräsident der Nationalpartei, Doktor der Volkswirtschaftslehre | SN                                                  | 5 Jahre    | er starb an Herzversagen im Gefängnis in Butyrka 1946 |
| Antoni Pajdak          | Antoni Pajdak           | Kommandant der Arbeitermiliz, Mitglied des Nationalen Ministerrates, Mitbegründer des Arbeiterverteidigungsausschusses und des Sozialen Selbstverteidigungsausschusses, er bekam einen weiteren eigenen geheimen Prozess                                                          | PPS-WRN                                             | 5 Jahre    | Arbeitete ab 1950 in Sibirien als Holzfäller. Kehrte 1955 nach Polen zurück und arbeitete als Rechtsanwalt in Warschau. |
| Kazimierz Pużak        | Kazimierz Pużak         | Vorsitzender des Nationalen Einheitsrates (Rada Jedności Narodowej, RJN), Vorsitzender und Mitbegründer der konspirativen Gruppe Polnische Sozialistische Partei – Freiheit, Gleichheit, Unabhängigkeit (Polska Partia Socjalistyczna – Wolność, Równość, Niepodległość, PPS-WRN) | RJN, PPS                                            | 1,5 Jahre  | Am 1. November 1945 freigelassen, kehrte er nach Polen zurück und weigerte sich auszuwandern. Er wurde 1947 erneut vom Ministerium für Öffentliche Sicherheit (UB) 1947 verhaftet und zu 10 Jahren Gefängnis verurteilt. Er starb am 30. April 1950 im Gefängnis in Rawicz. |
| Kazimierz Bagiński     | Kazimierz Bagiński      | stellvertretender Vorsitzender des RJN, stellvertretender Vorsitzender der Volkspartei (SL) | RJN, SL                                             | 1 Jahr     | am 1. November 1945 freigelassen und gezwungen, in die USA auszuwandern |
| Aleksander Zwierzyński | Aleksander Zwierzyński  | Stellvertretender Vorsitzender des RJN, Vorsitzender der Nationalen Partei (Stronnictwo Narodowe, SN), Journalist | RJN, SN                                             | 8 Monate   | am 1. November 1945 freigelassen, Rückkehr nach Polen |
| Eugeniusz Czarnowski   | Eugeniusz Czarnowski    | Mitglied des RJN und der Heimatarmee, Präsident der Demokratischen Union (Zjednoczenie Demokratyczne), die die konspirative Gruppe der Demokratischen Partei (Stronnictwo Demokratyczne, SD) war, Ökonom                                                                          | RJN, AK, SD                                         | 6 Monate   | im September 1945 freigelassen |
| Józef Chaciński        | Józef Chaciński         | Mitglied der RJN, Präsident der Labour Party, Rechtsanwalt | RJN, SP                                             | 4 Monate   | im August 1945 freigelassen |
| Stanisław Mierzwa      | Stanisław Mierzwa       | Mitglied des RJN, Vertreter der Volkspartei, Rechtsanwalt | RJN, SL                                             | 4 Monate   | im August 1945 freigelassen. 1946 erneut verhaftet und zu zehn Jahren Haft verurteilt. 1954 freigelassen |
| Zbigniew Stypułkowski  | Zbigniew Stypułkowski   | Mitglied des RJN, Vertreter der Nationalen Partei, Generalsekretär des Provisorischen Nationalen Politischen Rates, politischer Arm der Nationalen Streitkräfte, Anwalt | RJN, SN                                             | 4 Monate   | im August 1945 freigelassen, im November 1945 nach Großbritannien ausgewandert |
| Franciszek Urbański    | Franciszek Urbański     | Mitglied der RJN, Vertreter der Partei der Arbeit, Beamter | RJN, SP                                             | 4 Monate   | Nach seiner Freilassung kehrte er nach Polen zurück. Er starb im Dezember 1949 in Warschau. |
| Stanisław Michałowski  | Stanisław Michałowski   | Mitglied des RJN, Vizepräsident der Demokratischen Union, Rechtsanwalt | RJN, ZD                                             | Freispruch | Kehrte nach Polen zurück. 1950 erneut verhaftet und zu neun Jahren Gefängnis verurteilt. 1952 freigelassen. Berufsverbot, arbeitete als Lagerarbeiter. 1980 aktiv in der Solidarność.                                                                                       |
| Kazimierz Kobylański   | Kazimierz Kobylański    | Mitglied des RJN, Vertreter der Nationalen Partei, Mitarbeiter des Stabes der Nationalen Militärorganisation, Ingenieur | RJN, SN                                             | Freispruch | Kehrte nach Polen zurück. Im September 1945 vom Sicherheitsdienst festgenommen und am 11. November freigelassen. Im Juli 1947 erneut festgenommen und zu acht Jahren Gefängnis verurteilt. Am 24. Dezember 1954 freigelassen.                                               |
| Józef Stemler          | Józef Stemler           | Stellvertretender Minister der Informationsabteilung der polnischen Delegation, Lehrer, Mitglied des Polnischen Roten Kreuzes, Dolmetscher der Delegation | Polnisches Rotes Kreuz (Polski Czerwony Krzyż, PCK) | Freispruch | Kehrte nach Polen zurück. 1955 erneut verhaftet und zu sechs Jahren Gefängnis verurteilt. |

## Verzeichnis der benutzten Abkürzungen
| Abkürzung | polnisch/russisch                                                                 | deutsch                                                                | Bedeutung | Symbol       | Zeitraum |
| --------- | --------------------------------------------------------------------------------- | ---------------------------------------------------------------------- | --- | ------------ | --- |
| AK        | Armia Krajowa                                                                     | Polnische Heimatarmee                                                  | polnische Widerstands- und Militärorganisation im von Deutschland besetzten Polen während des Zweiten Weltkrieges                 | Logo AK      | 1942–1945, 1945–1963 im Untergrund, Gründung 1939 als ZWZ                                                                                       |
| ZWZ       | Związek Walki Zbrojnej                                                            | Union des bewaffneten Kampfes                                          | Vorläufer der AK | Logo ZWZ     | 1939–1942, wurde 1942 in Heimatarmee (AK) umbenannt.                                                                                            |
| NIE       | niepodległość Polski                                                              | Polnische Unabhängigkeit                                               | militärische Untergrundorganisation zum Kampf für die Unabhängigkeit Polens von der Sowjetunion                                   | Logo NIE     | 1943–1945 |
| RJN       | Rada Jedności Narodowej                                                           | Nationaler Einheitsrat                                                 | politische Vertretung des polnischen Untergrundstaates                                                                            | Logo RJN     | 1944–1945 |
| PPS       | Polska Partia Socjalistyczna                                                      | Polnische Sozialistische Partei                                        | Partei sozialistischer und sozialdemokratischer Prägung                                                                           | Logo PPS     | 1892–1948, danach nur im Exil, 1987 reaktiviert                                                                                                 |
| PPS-WRN   | Polska Partia Socjalistyczna – Wolność, Równość, Niepodległość                    | Polnische Sozialistische Partei - Freiheit, Gleichheit, Unabhängigkeit | konspirative Untergrundorganisation der PPS                                                                                       |              | 1939–1944 |
| SL        | Stronnictwo Ludowe                                                                | Volkspartei                                                            | Bauernpartei | Farbe: grün  | 1893–1903 |
| PSL       | Polskie Stronnictwo Ludowe                                                        | Polnische Volkspartei                                                  | Bauernpartei | Logo PSL     | 1903–1926, 1945–1947, 1989 reaktiviert |
| SN        | Stronnictwo Narodowe                                                              | Nationale Partei                                                       | nationalistisch, konservativ, katholisch                                                                                          | Logo SN      | 1928–1945, ab 1945 im Untergrund tätig, 1989 reaktiviert                                                                                        |
| SP        | Stronnictwo Pracy                                                                 | Partei der Arbeit                                                      | christdemokratisch | Farbe: blau  | 1937–1939, ab 1939 im Exil, 1989 reaktiviert zunächst unter dem Namen Chrześcijańsko-Demokratyczne Stronnictwo Pracy (ChDSP), ab 2000 wieder SP |
| ZD        | Zjednoczenie Demokratyczne                                                        | Demokratische Union                                                    | konspirative demokratische Partei. Sie hatte einen Sitz im RJN. Im September 1945 trat die Mehrheit der ZD-Mitglieder der SD bei. |              | 1944–1945 |
| SD        | Stronnictwo Demokratyczne                                                         | Demokratische Partei                                                   | Zunächst Zentrumspartei, teilweise im Untergrund, ab 1945 Satellitenpartei der kommunistischen Arbeiterpartei Polens              | Fahne der SD | 1939 bis in die Gegenwart |
| PCK       | Polski Czerwony Krzyż                                                             | Polnisches Rotes Kreuz                                                 | nationale Organisation des Roten Kreuzes in Polen                                                                                 | Logo PCK     | seit 1919 |
| NKWD      | НКВД, Народный комиссариат внутренних дел (Narodnyj Kommissariat Wnutrennich Del) | Innenministerium der UdSSR                                             | sowjetische Geheimpolizei, Geheimdienst                                                                                           | Logo NKWD    | 1917–1954 |